# Tokyo Gore Police
(slogan promozionale)
Tokyo Gore Police (東京残酷警察?, Tōkyō zankoku keisatsu) è un film del 2008, diretto da Yoshihiro Nishimura.
Ha vinto il premio come miglior film al Fant-Asia Film Festival 2008 ed è stato presentato in anteprima al Toronto After Dark Film Festival 2008, mentre in Italia è stato presentato al Future Film Festival 2009.

## Trama
In un imprecisato futuro prossimo, in Giappone, uno scienziato pazzo noto come "l'uomo chiave" ha creato un virus che trasforma gli esseri umani in creature mostruose chiamate Engineer (ingegneri) in grado di generare armi da qualunque ferita gli venga inflitta. Per affrontare la minaccia, la polizia è stata abolita e sostituita da un'organizzazione privata chiamata Tokyo Police Corporation che, per mantenere l'ordine pubblico, fa utilizzare metodi crudeli (tanto da ricorrere perfino ad arbitrarie esecuzioni pubbliche sulle strade) dai propri agenti: gli "Engineer Hunters".
Un membro degli "Engineer Hunters" è Ruka che, oltre ad aiutare la polizia, sta cercando l'assassino di suo padre, un ufficiale assassinato in pieno giorno da un misterioso assassino. La ragazza riceve un nuovo caso per dare la caccia all'"uomo chiave" ma, dopo averlo incontrato e combattuto, viene infettata dall'uomo che le inserisce un tumore a forma di chiave nell'avambraccio sinistro prima di scomparire. Nel frattempo, il capo della polizia viene infettato (mentre stava visitando uno Strip club pieno di diverse Engineer ballerine) e massacra il distretto principale, facendo sì che il commissario di polizia di Tokyo, ordini un giro di vite contro gli Engineer, facendo giustiziare indiscriminatamente chiunque sia sospettato di esserlo.
Mentre continua la propria indagine, Ruka scopre che l'uomo chiave era originariamente uno scienziato di nome Akino Miyama e visita la sua casa, dove scopre la verità sul suo passato: il padre dell'uomo era un cecchino della polizia che venne costretto a dimettersi dopo un'operazione andata male; nel disperato tentativo di non far diventare povera la propria famiglia, venne pagato per assassinare il padre della ragazza (che stava guidando una manifestazione contro la privatizzazione della polizia); tuttavia, dopo aver ucciso l'obiettivo, venne assassinato dal commissario di polizia, il vero mandante dell'assassinio, di fronte all'"uomo chiave". 
Infuriata e determinata a vendicare la morte del proprio padre, Ruka si inietta il DNA di diversi criminali. Dopo aver realizzato che lei e l'"uomo chiave" stanno cercando vendetta contro lo stesso uomo, lo taglia a metà con la propria katana prima di tornare al distretto. Camminando, vede la polizia che massacra i civili accusati di essere Engineer; quando una sua amica, la proprietaria di un bar locale, viene squartata, il suo braccio sinistro si trasforma in una testa mostruosa e decapita gli ufficiali responsabili dell'esecuzione; durante la sua furia, viene colpita all'occhio destro da uno degli ufficiali ma il suo corpo lo sostituisce rapidamente con un occhio cibernetico. Affronta il commissario di polizia, che ammette di essere l'assassinio di suo padre e che le rivela anche che (dopo aver appreso dell'esistenza dell'"uomo chiave" e degli Engineer) l'aveva cresciuta per diventare il perfetto "Engineer Hunters" come forma di espiazione. Tuttavia, dopo un estenuante combattimento, Ruka lo smembra e lo decapita, facendo cessare il suo dominio sulla polizia.
Durante i titoli di coda, viene mostrato che l'"Uomo chiave" è ancora vivo (essendosi auto-riparato con l'aiuto di una dei suoi Engineer).

## Produzione

### Regia
Dopo aver curato gli effetti speciali di The Machine Girl, la casa di produzione Fever Dreams chiese a Nishimura di dirigere un film. Questi accettò e rielaborò così un suo film indipendente realizzato dieci anni prima, intitolato Anatomia Extinction. Il regista ha dichiarato che le sue influenze principali sono stati i quadri di Salvador Dalí e i film La cosa e Videodrome.
I finti e ironici spot televisivi presenti nel film sono stati realizzati da Noboru Iguchi, regista di The Machine Girl e da Yūdai Yamaguchi, regista di Meatball Machine.

### Cast
La protagonista del film, Ruka, è interpretata da Eihi Shiina, rivelatasi al grande pubblico con Audition, diretto nel 1999 da Takashi Miike. L'attrice è stata scelta dalla Fever Dreams, e Nishimura l'ha definita «l'unica attrice al mondo che può rimanere così bella in mezzo a tutto questo sangue».

## Riconoscimenti
- 2008 – Fant-Asia Film Festival
  - Miglior film